# Nudofobia
Nudofobia (do latim nudus, nu, e do grego phóbos, medo) é o medo da nudez própria e alheia, gerando ansiedade.
De acordo com psicoanalistas, o nudofobia é um sintoma de um conflito interno entre o desejo de mostrar e do medo das conseqüências.
Os nudófobos demonstram ansiedade ante a pessoas nuas, mesmo que eles percebem que o seu medo é irracional. Seu medo pode decorrer de uma ansiedade geral sobre a sexualidade, o medo de ser fisicamente inferior, ou o medo de que a nudez deixa-os expostos e desprotegidos.